# Токар Олександр Семенович
Олекса́ндр Семе́нович То́кар (нар. 23 серпня 1936, с. Велика Козирщина Магдалинівського району, Дніпропетровщина — пом. 23 лютого 2011, Дніпро, Україна) — український радіо- і тележурналіст, телерадіоведучий, письменник. Заслужений журналіст України (1997).

## Життєпис
Олександр Токар народився у невеличкому селі в Дніпропетровській області. Батько Олександра загинув у Другій світовій війні, тому в дитинстві родина Токарів жила дуже бідно. Олександра з двома братами виховувала мати. У місцевій середній школі закінчив 7 класів, після чого 1952 року вступив до Дніпропетровського залізничного училища № 1, де здобув професію коваля. Працював за професією у ковальському цеху вагоноремонтного заводу, водночас навчався у вечірній школі для робітничої молоді.
З 1957 року — студент Дніпровського національного університету, на останньому курсі якого 1962 року одружився з Тамарою Якимівною Старовойтовою (Токар), з якою і прожив усе життя.

## Творчість

### На радіо
Наприкінці 1950-х Токар починає працювати у Дніпропетровському відділенні Національного радіо УРСР, з 1961-го — на посаді власного кореспондента обласного радіо Національної радіокомпанії України.
Олександр Токар любив рідний край, природу, шанував народні звичаї та обряди, тому на початку 1960-х років запропонував керівництву радіостанції ввести невеликі ранкові радіовключення (тривалістю до 5 хвилин). В них він розповідав про день, що починався: які звичаї та обряди мали в цей день наші предки, які народні свята відзначали, які спостереження за погодою проводили. Сам автор називав свої твори «замальовками».
Частково матеріалом для замальовок служили спогади матері автора та його односелян. Токар часто їздив як журналіст селами області на обжинки, збір урожаю, виставки народної творчості, концерти, і таким чином поповнював свій матеріал для замальовок. Збирав різноманітні прогнози, постійно записував те, що чув від досвідчених людей, сам також постійно спостерігав за природою, вивчав народні звичаї та обряди.
Спершу замальовки виходили на місцевому, а далі — на національному (республіканському) радіо, іноді. Випуски традиційно виходили о сьомій ранку, програми завжди записувались українською мовою, автор самостійно начитував їх на плівку, монтував і надсилав телефоном до Києва. Листи-відгуки від слухачів надходили за адресою національного радіо до Києва або Дніпра ще багато років після того, як автор вийшов на пенсію 2000 року.

Приклад однієї із замальовок, що присвячена 14 березня:
Чотирнадцятого березня — свято Євдокії, Явдохи-плющихи. Казали: прийшла Євдокія — селянинові надія. Надія на теплу весну, врожайне літо. По Явдосі прогнозували весну й літо. У нашому селі Велика Козирщина старі люди спостерігали: Явдоха ясна — буде картопля рясна, а в сусідньому селі Личкове я чув інше: Явдоха ясна — буде пшениця рясна, за річкою Оріль, це вже Зачепилівський район Харківської області прогнозували таке: «Гарний день випаде на Явдоху — буде урожай огірків та опеньок». Що б не говорили про Євдокію, а саме від сьогодні селянин усе частіше виходить у поле, пильнує за тим, як сохне земля, як почуває себе озимина. Дослухається, чи не заспіває вівсянка своєї одвічної пісні «Діду, діду, сій ячмінь». Бувало, що цього дня справді сіяли ячмінь, хоч земля ще волога.
Всього за свою кар'єру журналіста Олександр Семенович написав і випустив в ефір більше 500 замальовок, більшість виходило в записі, але невелика частина — наживо. Частина записів зберігається у архіві Національного радіо України та в сім'ї журналіста.
Друкував автор свої доробки також в обласних газетах «Зоря» та «Прапор юності» й мав досвід ведення телепрограм на обласному телебаченні.
Збірка творів журналіста в текстовому вигляді є на сайті, присвяченому його творчості. Нині у відкритому доступі є більшість збережений твори автора, окрім звукозаписів.

### На телебаченні
Щотижня у п'ятницю або понеділок Олександр Семенович вів телепрограму на Дніпропетровському обласному телеканалі, де розказував про врожаї і досягнення обласних сільськогосподарських підприємств. Тривалість програм завжди мала до п'яти хвилин.

## Книжки
Олександр Токар видав дві книжки: «Що на серці записано» та «І на тім рушникові».
- «Що на серці записано» — народні спостереження, календар подій і обрядів, видано 2007 року видавництвом «Гамалія».
- «І на тім рушникові»[4] — велика збірка замальовок і розповідей, які в різні роки виходили в ефір національного радіо. Друга назва — «Орільські замальовки». Видана 2002 року увидавництві «Січ». Книжка зберігається у Національній бібліотеці України ім. Вернадського[5], бібліотеці Національного гірничого університету[6], бібліотеці Дніпропетровського національного університету, була перевидана видавництвом «Журфонд» 2013 року.

## Нагороди, відзнаки
- «Заслужений журналіст України» (1996).

## Теми
Олександр Семенович, окрім інших, описав наступні свята і святих:
- Акилини[7]
- Благовіщення[8]
- Бориса і Гліба[9]
- Варвари[10]
- Власа[11]
- Воскресіння[12]
- Вербна неділя[13]
- Другий Спас[14]
- Євдокії[15]
- Зелені свята[16]
- Іван Хреститель[17]
- Івана Купала[18]
- Калита або День Андрія[19]
- Косми та Даміана[20]
- Масниця[21]
- Наум[22]
- Олексія[23]
- Різдво[24][24]
- Сави[25]
- Симона Зілота[26]
- Стрітення[27][28]
- Святого Миколая[29]
- Спас[30]
- Старий Новий рік[31]
- Хрещення[32]
- Щедрий вечір або Маланка[33]